# 8005 Albinadubois
A 8005 Albinadubois (ideiglenes jelöléssel 1988 MJ) a Naprendszer kisbolygóövében található aszteroida. Eleanor F. Helin fedezte fel 1988. június 16-án.